# Шнява (ветроход)
Шня́ва (на нидерландски: Snauw; на немски: Schnau) или шнава – неголям търговски или военен ветроходен кораб, разпространен от втората половина на 17 век до края на 19 век в северните страни на Европа и в Русия.

## Описание на съда
Шнявите имат две мачти с прави ветрила и бушприт, стаксел и кливер. Също шнявите имат трета мачта (т.нар. шняв-мачта, трисел-мачта) стояща непосредствено зад гротмачтата, на която се носят трисел с гик, прошнурован за предната си шкаторина към тази мачта. Понякога тази мачта се заменя със специално въже (джек-щаг), към което с пръстени се присъединява шкаторината на ветрилото. Военните шняви са въоръжени с 12 – 18 оръдия малък калибър. Средната им водоизместимост е около 150 тона, дължина 25 – 30 метра, ширина 6 – 8 метра, екипаж до 80 души.

## В руския флот
В състава на руския флот съдовете от този тип се появяват в началото на 18 век. По време на Северната война 1700 – 1721 г. шнявите се представят добре в качеството на универсални военни съдове. Изпользват се за водене на разузнаване, прикритие на морски преходи от гребните флотилии, охрана на транспортни съдове, участие в крайцерски операции, лов на капери и транспортни съдове на неприятеля. По време на започналия след смъртта на Петър I постепенен упадък на флота, строителството на шняви е прекратено. А в края на 18 век, след появата в състава на флота на бриговете, необходимостта от тях отпада.